# Everything is Fine
Everything is Fine (Originaltitel: Tout va bien) ist eine französische Miniserie, die von Camille de Castelnau geschaffen wurde. In Frankreich fand die Premiere der Miniserie am 15. November 2023 als Original durch Disney+ via Star statt. Im deutschsprachigen Raum erfolgte die Erstveröffentlichung der Miniserie am 31. Januar 2024 durch Disney+ via Star.

## Handlung
Für eine Familie beginnt eine Reise voller Unwägbarkeiten, als Rose, eines der jüngsten Mitglieder, beginnt unter einer schweren Krankheit zu leiden, die das Leben aller Familienmitglieder beeinflusst.  

## Besetzung und Synchronisation
Die deutschsprachige Synchronisation entstand nach den Dialogbüchern sowie unter der Dialogregie von Tanja Schmitz durch die Synchronfirma Iyuno-SDI Group Germany in Berlin.
| Rolle                 | Schauspieler            | Synchronsprecher         |
| --------------------- | ----------------------- | ------------------------ |
| Anne Vasseur          | Nicole Garcia           | Heide Domanowski         |
| Claire Vasseur        | Virginie Efira          | Katrin Zimmermann        |
| Claire Vasseur (jung) | Léontine de Goësbriand  | Linnea Tsokos            |
| Marion Lafarge        | Sara Giraudeau          | Lina Rabea Mohr          |
| Marion Lafarge (jung) | Cali Bouriat            | Elif Buch                |
| Rose Lafarge          | Angèle Roméo            | Hedwig Krämer            |
| Pascal Vasseur        | Bernard Le Coq          | Reinhard Scheunemann     |
| Stéphane Lafarge      | Yannik Landrein         | Tim Schwarzmaier         |
| Vincent Vasseur       | Aliocha Schneider       | Konrad Bösherz           |
| Antonio Larrea        | Eduardo Noriega         | Sascha Rotermund         |
| Louis                 | Mehdi Nebbo             | Roman Wolko              |
| Sophie                | Nina Meurisse           | Lea Kalbhenn             |
| Ophélie               | Lucie Mancipoz          | Yamuna Kemmerling        |
| Léonie Lafarge        | June Benard             | Marie Culjak             |
| Lou                   | Camille Bouisson        | Martha Primi             |
| Alice                 | Suzy Bemba              | Daniela Molina           |
| Céline                | Judith Henry            | Gundi Eberhard           |
| Caroline              | Sandra Choquet          | Ilka Teichmüller         |
| Dr. Mona Fidès        | Hiam Abbass             | Harriet Kracht           |
| Nina Jablonski        | Déborah Grall           | Anna Grisebach           |
| Stefano               | Badr Iffach             | Stefan Bräuler           |
| Elodie                | Sacha Awazu             | Lisa Braun               |
| Philippe Deschamps    | Hippolyte Girardot      | Frank Röth               |
| Marc Le Poittevin     | Stéphane Pezerat        | Martin Sabel             |
| Eulalie               | Anouk Villemin          | Lana Finn Marti          |
| Natasha               | Agathe Barat            | Julie Bonas              |
| Sarah                 | Anouk Feral             | Claudia Urbschat-Mingues |
| Nora                  | Rosa-Victoire Boutterin | Derya Flechtner          |
| Rémi                  | Aïtor de Calvairac      | Tobias John von Freyend  |
| Sylvie                | Léa Wiazemsky           | Ilona Otto               |
| Nadia                 | Anne Le Forestier       | Leonie Dubuc             |
| Pilot                 | Jean-Louis Garçon       | Samuel Zekarias          |
| Makler                | Thomas Gourdy           | Jeremias Koschorz        |
| Anwalt                | Pierre Diot             | Hanns-Jörg Krumpholz     |
| Priester              | Emilien Diard-Detoeuf   | Dirk Petrick             |
| Personalleiter        | Pierre Hancisse         | Nicolás Artajo           |
| Doktor                | Nicolas Koretzky        | Stefan Weißenburger      |
| Sargverkäufer         | Mathieu Genet           | Rainer Fritzsche         |
| Junge im Flugzeug     | Paul Régin              | Rankin Duffy             |
| Mädchen               | Cerise de Goësbriand    | Nihal Görgülü            |

## Episodenliste
| Nr. | Deutscher Titel            | Originaltitel                      | Erstveröffentlichung (Frankreich) | Deutschsprachige Erstveröffentlichung (D/A/CH) | Regie           | Drehbuch                                |
| --- | -------------------------- | ---------------------------------- | --------------------------------- | ---------------------------------------------- | --------------- | --------------------------------------- |
| 1   | Alphonse                   | Alphonse                           | 15. Nov. 2023                     | 31. Jan. 2024                                  | Eric Rochant    | Camille de Castelnau                    |
| 2   | Das Reh                    | La Biche                           | 15. Nov. 2023                     | 31. Jan. 2024                                  | Eric Rochant    | Camille de Castelnau                    |
| 3   | Quarantäne                 | Confinement                        | 15. Nov. 2023                     | 31. Jan. 2024                                  | Xavier Legrand  | Camille de Castelnau                    |
| 4   | Kein Tanz für Dich, Schatz | Non ma fille, tu n'iras pas danser | 15. Nov. 2023                     | 31. Jan. 2024                                  | Xavier Legrand  | Camille de Castelnau & Gaëlle Bellan    |
| 5   | Einsame Palme              | Lone Palm                          | 15. Nov. 2023                     | 31. Jan. 2024                                  | Cathy Verney    | Camille de Castelnau & Benjamin Adam    |
| 6   | Das gesegnete Kind         | Le Divin Enfant                    | 15. Nov. 2023                     | 31. Jan. 2024                                  | Audrey Estrougo | Camille de Castelnau & Christophe Régin |
| 7   | Romy und der Ozean         | Romy et l'Océan                    | 15. Nov. 2023                     | 31. Jan. 2024                                  | Audrey Estrougo | Camille de Castelnau & Benjamin Adam    |
| 8   | Anomalie                   | L'anomalie                         | 15. Nov. 2023                     | 31. Jan. 2024                                  | Audrey Estrougo | Camille de Castelnau & Christophe Régin |